# Grainville-Langannerie
Grainville-Langannerie è un comune francese di 658 abitanti situato nel dipartimento del Calvados nella regione della Normandia.

## Società

### Evoluzione demografica
Abitanti censiti